# Yellowdog Updater, Modified

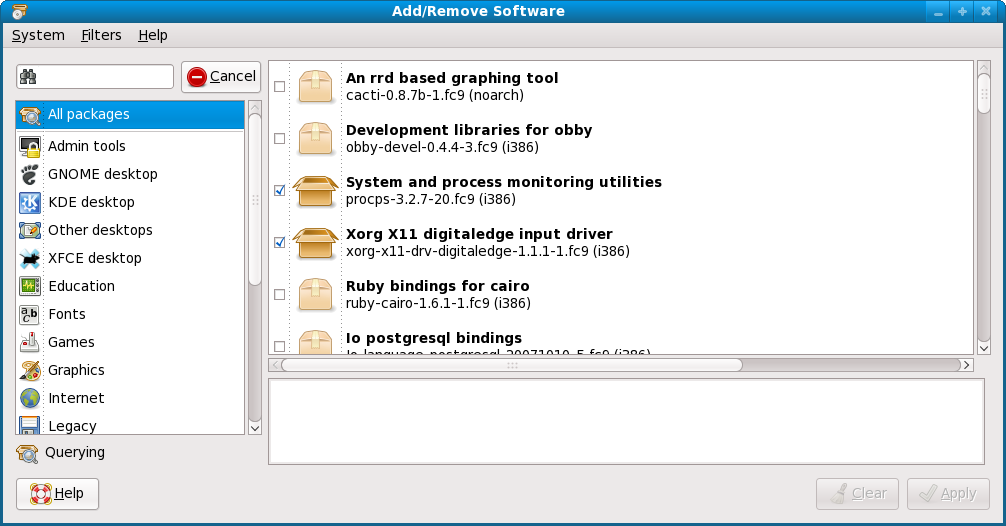
Obecnie PackageKit jest domyślnym menedżerem pakietów Fedory

Yellowdog Updater, Modified (yum) – napisany przez Setha Vidala system zarządzania pakietami dla systemów linuksowych używających systemu pakietów RPM. Yum powstał dla dystrybucji Yellow Dog Linux, jednak został zaadaptowany przez kilka innych jak np. CentOS czy Fedora.
Jego główną przewagą nad zmodyfikowaną wersją apta działającą z pakietami RPM jest mniejszy kod źródłowy (napisany w Pythonie). Jego główna wadą jest znacznie wolniejsze działanie i większe obciążenie sieci, ze względu na odmiennie rozwiązaną kwestię pobierania informacji o pakietach i ich zależnościach. Brak również oficjalnego GUI, chociaż kilka nieoficjalnych już istnieje (pirut, yumex). Poprzez system rozszerzeń można zwiększać jego możliwości.
Yum jest standardowym narzędziem służącym do aktualizowania dystrybucji Fedora Core.

## Konfiguracja i użytkowanie
Konfiguracja Yum podzielona jest na części. Główna część znajduje się w pliku /etc/yum.conf, natomiast pliki konfiguracyjne rozszerzeń (z ang. plugins) przechowywane są w katalogu /etc/yum/pluginconf.d/. Pliki zawierające spis repozytoriów znajdują się w katalogu /etc/yum.repos.d/
Pełną listę dostępnych opcji związanych z zarządzaniem oprogramowaniem za pomocą yum można uzyskać wydając w konsoli polecenie:
```
yum --help
```